# Einfarb-Stelzenralle
Die Einfarb-Stelzenralle (Mesitornis unicolor) ist eine bodenlebende Vogelart aus der Familie der Stelzenrallen (Mesitornithidae). Die Art ist auf Madagaskar endemisch.

## Verbreitung und Lebensraum

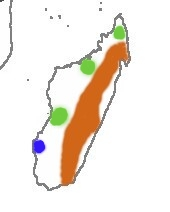
Verbreitungsgebiete der Mesitornithidae:
Kurzfuß-Stelzenralle
Halbwüsten-Stelzenralle
Einfarb-Stelzenralle

Das Verbreitungsgebiet reicht von Tolagnaro im Südosten der Insel bis zum Nationalpark Marojejy im Nordosten. Im trockenen Westen der Insel fehlt die Einfarb-Stelzenralle. Ihr Lebensraum sind die feuchten Wälder des östlichen Madagaskars, vor allem Gebiete mit geschlossenem Blätterdach und nur spärlichem Bodenbewuchs, insbesondere an steilen Hängen. Die meisten der bekannten Lebensräume liegen in abgelegenen, immergrünen und wenig von Menschen gestörten Wäldern mit geschlossenem Blätterdach. Am häufigsten ist die Einfarb-Stelzenralle in Gegenden unterhalb von 100 m über dem Meeresspiegel. Bei Ranomafana lebt sie jedoch auch in Höhen von bis zu 1200 m, bei Perinet in Höhen von 900 m und bei Marojejy in Höhen von 700 m. Da die Wälder Madagaskars in starkem Ausmaß gerodet werden und der Lebensraum aller Stelzenrallen schwindet, wird die Einfarb-Stelzenralle wie alle Arten der Familie Mesitornithidae von der IUCN als gefährdet eingestuft.

## Aussehen

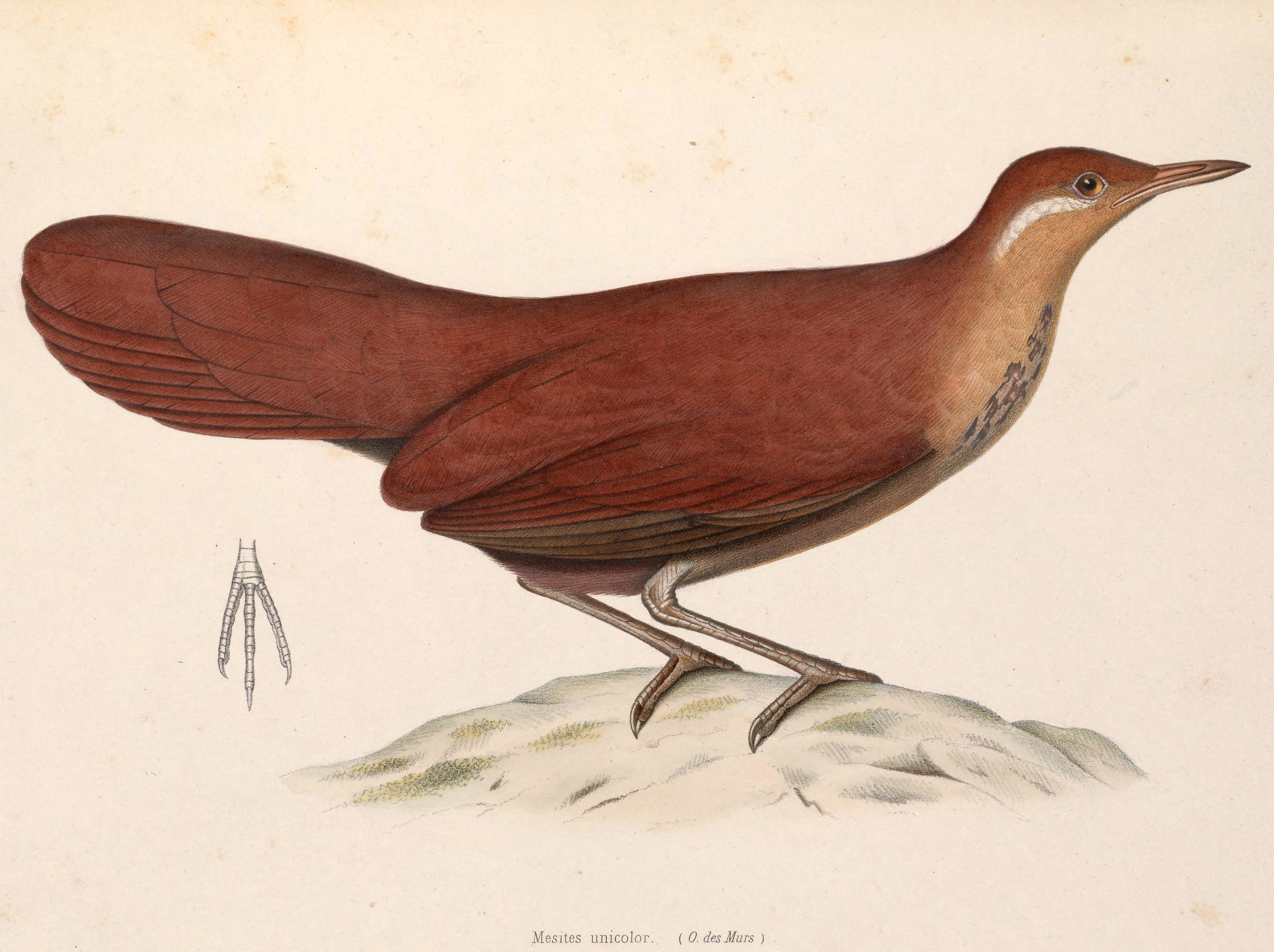
Einfarb-Stelzenralle
(Historische Zeichnung von M. A. P. Œillet Des Murs, 1849)

Der stromlinienförmige Körper wird etwa 30 cm lang. Das Gewicht eines untersuchten Weibchens lag bei 148 g. Beide Geschlechter sind fast einfarbig bräunlich gefärbt und ähneln sich in Größe und Befiederung. Der Kopf hat manchmal eine rosagraue Tönung. Kopfunterseite und Kehle sind weißlich bis rotbraun. Ein weißlicher, in Intensität und Umfang variabel ausgeprägter Streifen erstreckt sich vom Auge bis auf die Halsseiten. Der Schnabel ist bei der Einfarb-Stelzenralle von allen Stelzenrallen am kürzesten und am geringsten gebogen. Der Oberschnabel ist dunkelbraun, der Unterschnabel gelb und am Schnabelansatz braun. Die großen Augen sind braun, Beine und Füße grünbraun. Der Hals kann weit vorgestreckt werden und wirkt dann schlank.
Von der im gleichen Lebensraum vorkommenden Graukehlralle (Canirallus kioloides) kann die Einfarb-Stelzenralle gut durch ihre schlankere Erscheinung, die mehr gebückte Haltung, den längeren Schwanz und den weniger grauen Kopf unterschieden werden. Von der in einem Bereich sympatrisch mit ihr vorkommenden Kurzfuß-Stelzenralle (Mesitornis variegata) unterscheidet sie sich durch das Fehlen eines auffälligen Musters und die rotbraune Kopfunterseite. Über jahreszeitabhängige Variationen in der Befiederung gibt es keine Informationen.

## Brutverhalten
Wie andere Stelzenrallen brütet die Einfarb-Stelzenralle während der Regenzeit vom späten November bis zum Dezember. Das flache Nest wird in einer Höhe von einem bis zwei Metern in den Astgabeln schräger Bäume gebaut und ist so zu erreichen, ohne dass die Vögel fliegen müssen. Es besteht aus Zweigen und wird mit Gras ausgekleidet. Die Eier werden vom Weibchen bebrütet. Die Kücken sind rotbraun.

## Nahrung
Über die Ernährung der Einfarb-Stelzenralle ist nur wenig bekannt. Ihr Nahrungsspektrum überlappt sich mit dem der Graukehlralle. Sie frisst kleine Wirbellose und Samen. Der Magen eines gefangenen Vogels enthielt Schnecken, Spinnen, Schaben, Blatt-, Rüssel-, Schnell- und Blatthornkäfer und Ameisen. Bei der Futtersuche laufen die Vögel zu zweit oder zu dritt langsam über den Waldboden.